# بيتر فرازير
بيتر فرازير (8 أغسطس 1965 في المملكة المتحدة - ) (بالإنجليزية: Angus Fraser)‏ هو صحفي ولاعب كريكت بريطاني. شارك مع منتخب إنجلترا للكريكت. أما مع النوادي، فقد لعب مع نادي مقاطعة ميدلسكس للكريكت ‏.

## وصلات خارجية
- بيتر فرازير على موقع إي آس بي آن كريك إنفو (الإنجليزية)